# Петровка (Тайыншинский район)
Петро́вка (каз. Петровка) — село в Тайыншинском районе Северо-Казахстанской области Казахстана. Входит в состав Чкаловского сельского округа. Находится примерно в 51 км к юго-востоку от города Тайынша, административного центра района, на высоте 167 метров над уровнем моря. Код КАТО — 596073700.
Вблизи села проходит автомобильная дорога А-13 "Кокшетау — Бидайык (Казахстано-Российская граница)".

## История
Село было основано в 1936 году.

## Население
В 1999 году численность населения села составляла 1547 человек (748 мужчин и 799 женщин). По данным переписи 2009 года, в селе проживало 1505 человек (735 мужчин и 770 женщин).